# Plumas County
Plumas County is een county in Californië in de VS. Het werd gevormd in 1854 en bestond uit een deel van Butte County. In 1864 werd een deel van de county aan Lassen County gegeven.
De Spanjaarden noemden de rivier Sacramento  oorspronkelijk 'El Río de las Plumas', 'Rivier van de veren'. De county kreeg deze naam omdat de Sacramento en al zijn vertakkingen ontspringen in de bergen van deze county.

## Geografie
De county heeft een totale oppervlakte van 6769 km² (2613 mijl²) waarvan 6614 km² (2554 mijl²) land is en 155 km² (60 mijl²) of 2,29% water is.

### Aangrenzende county's
- Sierra County - zuiden
- Yuba County - zuidwest
- Butte County - westen
- Tehama County - noordwest
- Shasta County - noordwest
- Lassen County - noorden, oosten

### Steden en dorpen
| - Almanor - Beckwourth - Belden - Blairsden - Bucks Lake - C-Road - Canyondam - Caribou - Chester - Chilcoot-Vinton - Clio - Crescent Mills - Cromberg - Delleker - East Quincy | - East Shore - Graeagle - Greenhorn - Greenville - Hamilton Branch - Indian Falls - Iron Horse - Johnsville - Keddie - La Porte - Lake Almanor Country Club - Lake Almanor Peninsula - Lake Almanor West - Lake Davis - Little Grass Valley | - Meadow Valley - Mohawk Vista - Paxton - Plumas Eureka - Portola - Prattville - Quincy - Spring Garden - Storrie - Taylorsville - Tobin - Twain - Valley Ranch - Whitehawk |